# У6 (Берлин)
У6 је линија Берлинског У-воза.
- Стари Тегел (Alt-Tegel) (С25)
- Борсигверке (Borsigwerke)
- Холзхаузер улица (Holzhauser Straße)
- Отисштрасе (Otisstraße)
- Шарнвеберштрасе (Scharnweberstraße)
- Курт Шумахеров трг (Kurt-Schumacher-Platz)
- Афричка улица (Afrikanische Straße)
- Реберге (Rehberge)
- Језерска улица (Seestraße)
- Леополдов трг (Leopoldplatz) (У9)
- Вединг (Wedding) (С4x)
- Рајникендорфска улица (Reinickendorfer Straße)
- Црноглавска улица (Schwartzkopffstraße)
- Зиновитер Штрасе (Zinnowitzer Straße)
- Ораниенбургер Тор (Oranienburger Tor)
- Фридрихштрасе (Friedrichstraße) (С1) (С2) (С5) (С7) (С75) (С9) (DB-НВ)
- Француска улица (Französische Straße)
- Градски центар (Stadtmitte) (У2)
- Кохштрасе (Kochstraße)
- Халешес Тор (Hallesches Tor) (У1)
- Мерингдам (Mehringdamm) (У7)
- Трг берлинског ваздушног лифта (Luftbrücke)
- Парадештрасе (Paradestraße)
- Темпелоф (Tempelhof) (С4x)
- Стари Темпелоф (Alt Tempelhof)
- Кајзер Аугостова улица (Kaiserin-Augusta-Straße)
- Улштајнштрасе (Ullsteinstraße)
- Вестфалвег (Westphalweg)
- Стари Мариендорф (Alt-Mariendorf)